# Hold the Line
Hold the Line is een nummer van de Amerikaanse rockband Toto en is afkomstig van het debuutalbum genaamd Toto uit 1978. Op 2 oktober dat jaar werd het nummer eerst in de VS en Canada op single uitgebracht. Op 10 november volgde Europa en op 18 december Australië, Nieuw-Zeeland en Japan.
De schrijver is David Paich en het platenlabel is Columbia Records.

## Achtergrond
De plaat werd wereldwijd een hit en bereikte in Zuid-Afrika zelfs de nummer 1-positie. In thuisland de Verenigde Staten bereikte de single de 5e positie in de Billboard Hot 100. In het Verenigd Koninkrijk werd de 14e positie in de UK Singles Chart bereikt.
In Nederland werd de plaat op maandag 11 december 1978 door dj Frits Spits in het radioprogramma De Avondspits verkozen tot de 21e NOS Steunplaat van de week op Hilversum 3 en werd een radiohit in de destijds drie landelijke hitlijsten op de nationale publieke popzender. De plaat bereikte de 25e positie in de Nederlandse Top 40, de 19e positie in de Nationale Hitparade en piekte op de 17e positie in de op 1 juni 1978 gestarte TROS Top 50. In de Europese hitlijst op Hilversum 3, de TROS Europarade werd de 21e positie bereikt.
In België bereikte de plaat de 22e positie in zowel de voorloper van de Vlaamse Ultratop 50 als de Vlaamse Radio 2 Top 30. In Wallonië werd géén notering behaald.
Sinds de allereerste editie in december 1999 staat de plaat onafgebroken genoteerd in de jaarlijkse NPO Radio 2 Top 2000 van de Nederlandse publieke radiozender NPO Radio 2, met als hoogste notering een 263e positie in 2024.

## Hitnoteringen

### Nederlandse Top 40
| "Hold the Line" in de Nederlandse Top 40 - binnen: 13-01-1979 | "Hold the Line" in de Nederlandse Top 40 - binnen: 13-01-1979 | "Hold the Line" in de Nederlandse Top 40 - binnen: 13-01-1979 | "Hold the Line" in de Nederlandse Top 40 - binnen: 13-01-1979 | "Hold the Line" in de Nederlandse Top 40 - binnen: 13-01-1979 | "Hold the Line" in de Nederlandse Top 40 - binnen: 13-01-1979 | "Hold the Line" in de Nederlandse Top 40 - binnen: 13-01-1979 | "Hold the Line" in de Nederlandse Top 40 - binnen: 13-01-1979 |
| Week                                                          | 1                                                             | 2                                                             | 3                                                             | 4                                                             | 5                                                             | 6                                                             |                                                               |
| ------------------------------------------------------------- | ------------------------------------------------------------- | ------------------------------------------------------------- | ------------------------------------------------------------- | ------------------------------------------------------------- | ------------------------------------------------------------- | ------------------------------------------------------------- | ------------------------------------------------------------- |
| Nummer                                                        | 35                                                            | 25                                                            | 25                                                            | 25                                                            | 34                                                            | 38                                                            | uit                                                           |

### Nationale Hitparade
Hitnotering: 13-01-1979 t/m 24-02-1979. Hoogste notering: #19 (1 week).

### TROS Top 50
Hitnotering: 04-01-1979 t/m 15 februari 1979. Hoogste notering: #17 (1 week).

### NPO Radio 2 Top 2000
| Nummer met noteringen in de NPO Radio 2 Top 2000 | '99 | '00 | '01 | '02 | '03 | '04 | '05 | '06 | '07 | '08 | '09 | '10 | '11 | '12 | '13 | '14 | '15 | '16 | '17 | '18 | '19 | '20 | '21 | '22 | '23 | '24 |
| ------------------------------------------------ | --- | --- | --- | --- | --- | --- | --- | --- | --- | --- | --- | --- | --- | --- | --- | --- | --- | --- | --- | --- | --- | --- | --- | --- | --- | --- |
| Hold the Line                                    | 431 | 338 | 331 | 578 | 381 | 471 | 530 | 554 | 629 | 515 | 589 | 666 | 653 | 479 | 447 | 452 | 459 | 420 | 440 | 303 | 314 | 328 | 354 | 301 | 329 | 263 |

1. ↑  Een vetgedrukt getal geeft de hoogste notering aan.